# Benzotriyne
Benzotriyne ou cyclo[6]carbone est un hypothétique allotrope du carbone de formule chimique C6. La molécule est un cycle de six atomes de carbone, connectés  entre eux par une alternance de liaisons triples et simples ou par des liaisons doubles. Cet allotrope est, par conséquent, un membre potentiel des cyclo[n]carbones.